# Isocybus trochanteratus
Isocybus trochanteratus är en stekelart som beskrevs av Thomson 1859. Isocybus trochanteratus ingår i släktet Isocybus och familjen gallmyggesteklar. Inga underarter finns listade i Catalogue of Life.